# دوکوویکی
دوکوویکی (به آلمانی: DokuWiki) یک نرم افزار آزاد مبتنی بر پی‌اچ‌پی است. این نرم افزار نیازی به پایگاه داده ندارد و برای ذخیره صفحات از پرونده‌های متنی استفاده می‌کند.